# ثغرة الدفرسوار
ثغرة الدفرسوار، أو الثغرة (تسمى أيضا عملية أبيري-هليف أو عملية أبيري-ليف)، كانت عملية إسرائيلية جرت في وسط قناة السويس في الفترة من 15 إلى 23 أكتوبر 1973 خلال حرب أكتوبر (حرب يوم الغفران).
أدت هذه الحادثة إلى تعقيد مسار الأحداث في حرب أكتوبر، كانت في نهاية الحرب، حينما تمكن الجيش الإسرائيلي من تطويق الجيش الثالث الميداني من خلال ما عرف بثغرة الدفرسوار، وكانت بين الجيشين الثاني والثالث الميداني امتدادا بالضفة الشرقية لقناة السويس.

## الاختراق الإسرائيلي – عبور القناة
في أعقاب الهجوم المصري في 14 أكتوبر، شن الإسرائيليون بسرعة هجومًا مضادًا متعدد الأقسام عبر الفجوة بين الجيشين المصري الثاني والثالث. كلفت الفرقة 143 بقيادة أرييل شارون المدعومة باللواء الاحتياطي 247 من المظليين بقيادة العقيد داني مات، بمهمة إنشاء رؤوس جسور على الضفتين الشرقية والغربية للقناة. وكان من المقرر أن تعبر الفرقتان المدرعتان 162 و252، بقيادة الجنرالات أبراهام آدان وكالمان ماجن على التوالي، من خلال الثغرة إلى الضفة الغربية للقناة والتمحور جنوبًا لتطوق الجيش الثالث. أطلق على الهجوم اسم "عملية الرجال الشجعان" أو بدلاً من ذلك، "عملية الشجاعة".
في ليلة 15 أكتوبر، عبر 750 من المظليين التابعين للكولونيل مات القناة في قوارب مطاطية. وسرعان ما انضمت إليهم الدبابات المنقولة على أطواف آلية وقوات مشاة إضافية. لم تواجه القوة أي مقاومة في البداية وانتشرت في مجموعات مداهمة، مستهدفة قوافل الإمدادات ومواقع صواريخ أرض-جو والمراكز اللوجستية وأي شيء ذي قيمة عسكرية، مع التركيز بشكل خاص على صواريخ أرض جو. أحدثت الهجمات على مواقع صواريخ أرض-جو ثقرة في نظام الدفاع الجوي المصري ومكنت القوات الجوية الإسرائيلية من ضرب أهداف برية مصرية بشكل أكثر عدوانية.

## الثغرات العسكرية في الحروب

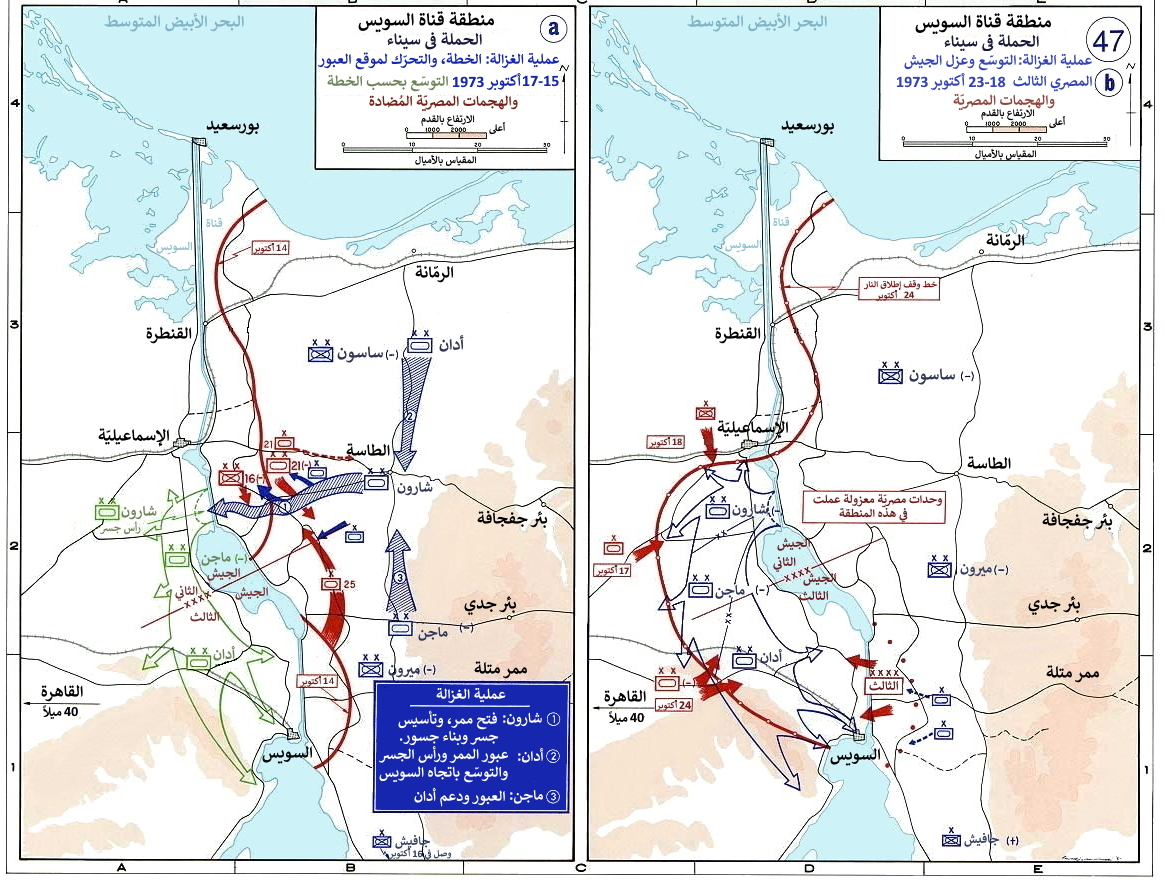
خريطة توضح الثغرة

الثغرة في المفهوم العسكري هي مكان بين كتلتين أو نطاقين يصنعها أحد الجيوش لإحداث «اختراق» بين دفاعات القوات المتقدمة نحوه والثغرات فن عسكري متعارف عليه لأن الثغرة مرحلة «فعل» ورد الفعل أن تنفذ ضدها عملية أخرى تعرف بـ«المصيدة». وفي تعريف آخر الثغرة عسكرياً هي نوع من أنواع المعارك الحربية تقوم به قوة سريعة خفيفة بهدف كسر تماسك القوة الأخرى في مواضع ضعيفة، والانتشار خلف خطوطها وتهديد خطوط المواصلات والاحتياطيات ومراكز القيادة مما يخلق واقع جديد.
الهدف من الثغرات هو إحداث إرباك للقوات التي يتم إحداث هذه الثغرة فيها. وهدف آخر هو أنك عندما تجد القوات المعادية متقدمة في دفاعاتك يحدث نوع من الانهيار لمعنويات قواتك والقضية ببساطة ليست في الثغرة ولكن في وسائل التعامل معها.
الثغرة ليست صناعة أو فن أو شيء مبتكر لأنها هي فكرة عسكرية قديمة نُفذت على مر التاريخ.

#### في الحرب العالمية الثانية
- جبهة شمال أفريقيا في العصر الحديث نفذها روميل عشرات المرات خلال الحرب العالمية الثانية وعندما تقدم روميل بين القوات البريطانية لمسافة 22 كيلومترا قالوا لمونتجمري إن روميل تقدم لمسافة 22 كيلومترا، فرد بكل هدوء: «معنى ذلك أننا متقدمين في اتجاه قواته بمسافة 22 كيلو».[1]
- مثال آخر للثغرات العسكرية هو معركة الثغرة في فرنسا عندما قامت القوات الألمانية في ديسمبر 1944 بعملية هجومية جريئة وغير متوقعة بقوات مدرعة ضد أضعف المواقع الأمريكية وخترقتها وتوغلت في قلب العمق المتحالف بين قوات باتون وقوات مونتجومري مستغلة تفوق كاسح في المدرعات لكن نظراً لغلق الثغرة وندرة موارد الوقود لدي القوات الألمانية فقد فشل الهجوم الأخير للقوات الألمانية في الحرب العالمية الثانية وكان رأس الحربة فيه الجنرال الألماني البارع هسلر .

#### في حرب أكتوبر
نفذ الجيش المصري مئات «الثغرات» في حرب أكتوبر ضد الجيش الإسرائيلي بنجاح وذلك لأن الثغرة عقيدة قتالية مشهورة عند الجيش الإسرائيلي والجيش المصري أدركها تماماً ونفّذ عشرات الثغرات العسكرية بين النقاط الحصينة في عمليات العبور.

## ما قبل الحرب

### الجيش الإسرائيلي
بالرغم من إيمان القيادة العسكرية الإسرائيلية بعدم قدرة مصر على إشعال الحرب إلا أن القيادة الجنوبية العسكرية برئاسة شموئيل جونين يعاونه أرئيل شارون ومندلر قد قاموا { بناءً على أوامر من حاييم بارليف} بوضع خطة عامة تتبع في حالة عبور المصريين لقناة السويس وأسموها «خطة الغزالة» وتتضمن بناء معبر مائي يمكن جره يستخدم كوسيلة لعبور قناة السويس إلى الضفة الغربية بغرض عزل القوات المهاجمة في الشرق عن قواعدها الإدارية في الغرب وفتح الطريق نحو الإسماعيلية والسويس ثم القاهرة نفسها إذا سمحت الخطة وأوضاع القوات حينها بذلك .

### الجيش المصري
تم مراعاة احتمالات حدوث ثغرات عسكرية على الجبهة المصرية أثناء إعداد الخطة الرئيسية لحرب أكتوبر حيث يذكر اللواء أسامة إبراهيم أنه عندما كان برتبة مقدم في بدايات عام 1971، شارك في مناورة حضرها الفريق سعد الدين الشاذلي، وكانت بين فريقين رئيسيين. ومن بين احتمالاتها أن يحدث العدو ثغرة اختراق بين القوات، وتم اختيار منطقتين لهذه الثغرة المحتملة وهما الدفرسوار والبلاح. كما ذكر آخرون أنه كانت هناك ثلاث ثغرات محتملة تتضمنهم خطة العبور المسماة بـ المآذن العالية، ومن بينها ثغرة الدفرسوار التي حدث عندها الاختراق.

## الأوضاع قبيل الثغرة

### احتياطي الجيشين والإتزان الدفاعي
في رأي اللواء أركان حرب أحمد أسامة إبراهيم أنه كان لكل من الجيشين الثاني والثالث الميدانيين «احتياطي» إضافة للقوات الأصلية الموجودة في المقدمة في شرق القناة. وكان هذا الاحتياطي يتضمن فرقتين إحداهما مدرعة والأخرى مشاة ميكانيكي، وكان هناك «اتزان دفاعي» غير مسبوق للقوات المتواجدة على الأرض.

### تطوير الهجوم وفشله وخلل الإتزان الدفاعي
الذي غير هذا الموقف هو عملية «تطوير الهجوم»، بمعنى أننا حققنا النصر فعلاً، ووجهنا ضربات موجعة للعدو. ولكن إمكاناتنا كانت لا تتجاوز ما حصلنا عليه من تقدم على الأرض. لأن الخطة الرئيسية التي أقرها الفريق سعد الشاذلي، والتي عرفت باسم خطة المآذن العالية كانت تعتمد على حائط الصواريخ الذي يتضمن صواريخ من نوعى سام 2 وسام 3 وهما يحققان أقصى عمق لمسافة 12 كيلومترا وأي تجاوز لهذه المسافة يعرض سلامة القوات للخطر. ومعنى ذلك أن الوضع كان لا يمكن معه أي عمليات تطوير وأن القوات المصرية لا يمكنها ذلك جوياً فقط، بمعنى أن الجيش المصري كان لا يملك توفير الغطاء الجوي لقواته، وهذا ليس عيباً في القوات الجوية فالطيار الحربي المصري يفوق في قدراته الطيار الأمريكي لكنه لا يمتلك نفس المعدات.

### تشكيل الهجوم
بعد فشل تطوير الهجوم المصري سارعت إسرائيل بتفيذ الخطة (شوفاح يونيم) عربياً (برج الحمام) وهناك من يطلق عليها الغزالة. تم تكليف 3 مجموعات عسكرية للعدو بواجب تنفيذ الثغرة تحت القيادة المباشرة لشارون وتحت إشراف الجنرال بارليف (ممثل رئاسة الأركان)، والمجموعات هي:
- مجموعة (شارون) المدرعة وتتكون من 2 لواء مدرع ولواء مظلات
- مجموعة (برن - إبراهام أدان) 2 لواء مدرع
- مجموعة (كلمان ماجن) 2 لواء مدرع ولواء ميكانيكي.

أي تم تجهيز قوة من 6 لواء مدرع حوإلى 540 دبابة، ولواء ميكانيكي 30 دبابة ولواء مظلات 2000 مظلي لكي تكون مسئولة عن تنفيذ الثغرة. وتركت إسرائيل باقي الجبهة للقوات التي وصلت من الجولان ومن القوات التي تم تعويض خسائرها بفضل الجسر الأمريكي الذي بلغ ذروته بعد 14 أكتوبر .

## أسباب الثغرة
- محاولة تحسين أوضاع الجيش الإسرائيلي قبل وقف إطلاق النار
- نظرية المؤامرة الأمريكية الإسرائيلية
- القرار السياسي الخاطئ وتدخل السياسة في العمل العسكري.
- «الضغط» من صغار الضباط والقادة الميدانيين من الرتب الصغرى، الذين يريدون استكمال الحرب ومواصلة النصر.
- تخفيف الضغط عن جبهة سوريا.

### محاولة تحسين أوضاع الجيش الإسرائيلي قبل وقف إطلاق النار

الرئيس أنور السادات والفريق الشاذلي يستمعان إلى شرح المشير أحمد إسماعيل وفي الصورة محمد عبدالغني الجمسي وفؤاد نصار

يرى البعض أن الإسرائيليين في نهاية الحرب في أوائل نوفمبر 1973 وضعوا أنفسهم في وضع عسكري خطير جداً جداً سيتم التطرق إليه وما وضعهم في هذا الوضع هو إحساس نفسي برغبتهم في التفوق علي العرب، فلم يمكن بأي حال من الأحوال أن يقبل الجنرالات الإسرائيليين بأن تنتهي الحرب على الوضع في يوم 14 أكتوبر أو حتى قبله أو بعده، فغرورهم خلق لديهم الرغبة في كسر الجيش المصري ودق عظامه (تصريح إسرائيلي) جزاءً على ما قام به المصريين من إنجازات طوال أيام الحرب الأولى.

### نظرية المؤامرة الأمريكية الإسرائيلية
في رأي اللواء أركان حرب أحمد أسامة إبراهيم أن صاحب قرار التطوير الخاطئ هو الرئيس السادات على الرغم من أنه نقل إلى الأمريكان فكرة أننا- كجيش مصر- سنتوقف عند هذا الحد، وأشار إلى ذلك الكاتب محمد حسنين هيكل في كتابه «أكتوبر السياسة والسلاح» عندما عاتب تصرف الرئيس في نقل هذا التصور إلى الأمريكان.
رصدت طائرة استطلاع أمريكية - لم تستطع الدفاعات الجوية المصرية مهاجمتها بسبب عدم السماح لها بمهاجمة أي قوات جوية أمريكية - وجود ثغرة بين الجيش الثالث في السويس والجيش الثاني في الإسماعيلية.

### القرار السياسي الخاطئ وتدخل السياسة في العمل العسكري
حدثت الثغرة كنتيجة مباشرة لأوامر الرئيس السادات بتطوير الهجوم شرقًا نحو المضائق، رغم تحذيرات القادة العسكريين - وخاصة الفريق سعد الدين الشاذلي - بأنه إذا خرجت القوات خارج مظلة الدفاع الجوي المصرية فستصبح هدفًا سهلاً للطيران الإسرائيلي. وبالفعل في صباح يوم 14 أكتوبر عام 1973م تم سحب الفرقتين الرابعة والواحدة والعشرين وتم دفعهما شرقًا نحو المضائق. الجدير بالذكر أن الفرقة الرابعة والفرقة الواحدة والعشرين كانتا موكلاً إليهما تأمين مؤخرة الجيش المصري من ناحية الضفة الغربية لقناة السويس وصد الهجوم عنها إذا ما حدث اختراق للأنساق الأولى، وكانت هناك ثلاث ثغرات تتضمنهم خطة العبور المسماة بـ المآذن العالية، ومن بينها ثغرة الدفرسوار التي حدث عندها الاختراق. بعد فشل تطوير الهجوم رفض الرئيس السادات مطالب رئيس أركان القوات المسلحة المصرية الفريق سعد الدين الشاذلي في إعادة الفرقتين إلى مواقعهما الرئيسية للقيام بمهام التأمين التي تدربوا عليها.
وصف الشاذلي ذلك القرار في مذكراته (لقد كان هذا القرار أول غلطة كبيرة ترتكبها القيادة المصرية خلال الحرب وقد جرتنا هذه الغلطة إلى سلسلة أخرى من الأخطاء التي كان لها أثر كبير على سير الحرب ونتائجها).
في رأي اللواء أركان حرب أحمد أسامة إبراهيم أنه حتى يوم 9 أكتوبر لم تكن الفكرة موجودة لدى الرئيس السادات، بل إنه كان رافضاً لها على الإطلاق! وظل على هذا الوضع ما بين يوم 10 و13 أكتوبر، وكان الخلاف كبيراً حول التنفيذ. وفي يوم 14 أكتوبر صدر القرار بتطوير الهجوم. كان هناك رفض من قادة الجيوش، ومن رئيس الأركان الفريق سعد الشاذلي، لأن أوضاع القوات والإمكانات المتاحة لا تسمح بعملية التطوير. تدخل القائد الأعلى كان «سياسياً» وليس عسكرياً وهذه هي الخطيئة الكبرى عندما تتدخل السياسة في العمل العسكري. أما عن موقف المشير أحمد إسماعيل فبالطبع كان مسانداً لرأي الرئيس السادات، وله العذر في ذلك، ففي العالم كله هناك قائد أعلى، وهناك دوران سياسي وعسكري، فمن حق القائد الأعلى أن يقول ما يشاء، وبمجرد أن يقول رئيس الأركان أو قائد القيادة المركزية «لا»..فهي «لا»، لأنه الأدرى بأوضاع القوات.

### الضغط من صغار الضباط والقادة الميدانيين
في رأي اللواء أركان حرب أحمد أسامة إبراهيم أن سبب آخر هو «الضغط» من صغار الضباط والقادة الميدانيين من الرتب الصغرى.

### تخفيف الضغط عن جبهة سوريا
السبب الرسمي الذي ذكره المشير أحمد إسماعيل للفريق الشاذلي لتبرير تطوير الهجوم نحو الشرق بإتجاه المضايق هو تخفيف الضغط عن سوريا.

## أحداث الثغرة

### التسلل الإسرائيلي لغرب القناة
بدأ الإسرائيليون تنفيذ خطتهم للعبور إلى غرب القناة فور فشل تطوير الهجوم، ويختلف المؤرخون حول ساعة العبور الإسرائيلي إلا أن شارون يقطع في مذكراته كل شك ويؤكد أن ساعة 09:00 صباح 16 أكتوبر 1973 كانت لديه كتيبة دبابات وكتيبة مظلات غرب القناة ومن المرجح جداً أن تكون تلك القوة قد عبرت من الطرف الشمالي للبحيرات المرة وليس من الدفرسوار، وكانت مهمة تلك القوة هي مهاجمة منصات الصواريخ سام 2 ، وسام 3 بواسطة أسلوب الضرب من مسافات بعيده بقوة 2 إلى 3 دبابة في كل هجوم - وقد علمت أن تلك الدبابات كانت سوفيتية الصنع من مخلفات حرب 1967 وترفع العلم المصري وأعلام عربية أخرى. وهي من طراز بي تي 76 وتوباز البرمائية. ونظراً لعدم وجود إنذار أو تحذير مسبق فقد فوجئت عناصر الدفاع الجوي بقصف الدبابات الإسرائيلية عليها مستهدفة الرادارات وهوائيات البطاريات مما أدى إلى تعطل عدد من البطاريات وفتح ثغرة في السماء. جاءت بلاغات قوات الدفاع الجوي إلى غرفة العمليات بهجمات العدو كأول إنذار بوجود ثغرة وتم تحليل تلك البيانات والتوصل إلى نتيجة أن قوة العدو ما هي إلا قوة إغارة لا تزيد عن سبع دبابات وفوراً بدأت مدفعية الجيش الثاني الميداني في ضرب منطقة الدفرسوار بالمدفعية ونظراً لأنها منطقة زراعات مانجو كثيفة فقد كان للضرب المدفعي تأثير ضعيف جداً، وقامت قوة (يعتقد أنها تضم قوات فلسطينية) بمهاجمة قوة العدو، وفور انسحابها إلى زراعات المانجو في الدفرسوار أبلغ قائد القوة المحلية، بأن قوة العدو لا تزيد بأي حال عن 10-7 دبابات وأنه أجبرها على الانسحاب وهو ما لم يكن صحيحاً بالمرة فالقوة الإسرائيلية المعزولة طبقاً لكلام شارون هي 30 دبابة وتقبع وسط زراعات المانجو وما يظهر فقط هو عدد منها يقوم بإغارات على منصات الصواريخ لتدميرها بعد أن فشل ضربها من الجو. وبناءً على بلاغ قائد القوة المحلية تهاونت قيادة الجيش الثاني وقيادة القوات المسلحة في التعامل مع تلك القوة واكتفت بالضرب المدفعي عليها مع إنذار قوات الدفاع الجوي فقط، ولم تفطن القيادة المصرية من مغزى تدمير عدد من بطاريات الصواريخ في تلك المنطقة تحديداً إلا بعد فوات الأوان.

### معارك اللواء 16 مشاة أيام 15-16 أكتوبر
الكثيرون لا يظنون أن هنالك وحدة في الجيش المصري قاتلت وتعرضت لقتال عنيف مثلما تعرض لها اللواء 16 مشاة. واللواء 16 مشاة هو الجانب الأيمن في رأس جسر الفرقة 16 مشاة وهو يمثل أقصى الجانب الأيمن للجيش الثاني الميداني، ورأس جسر الفرقة 16 مشاة يضم أيضاً قيادة الفرقة 21 المدرعة التي مُنيت بخسائر في تطوير الهجوم وعادت إلى رأس الجسر للتمركز به لذلك ففي رأس جسر الفرقة 16 كان هناك 6 لواءات على الورق (3 ألوية من الفرقة 16 مشاة، و3 ألوية من الفرقة 21 المدرعة) مما جعله مكتظاً إلى أقصى درجة ومما جعل القصف الإسرائيلي المركز ضد الفرقة مؤثراً للغاية في حجم الخسائر .ويتحكم اللواء 16 مشاة في تقاطعي طرق هامين للغاية هما تقاطع طرطور وتقاطع أكافيش (الممتدين من الدفرسوار إلى وسط سيناء) ، وكان من المفترض أيضاً أن يكون اللواء مسيطر على موقع تل سلام الحصين والذي حرر يوم 6 أكتوبر لكن لسبب ما تم ترك الموقع الحسن مهجورا بعد تحريرة يوم 6. ويشمل موقع اللواء أيضاً مزرعة الجلاء للأبحاث الزراعية والتي سماها الإسرائيليين بعد النكسة المزرعة الصينية نظراً لوجود كتابة باللغة اليابانية على جدران المباني وذلك لوجود خبراء يابانيين يعملون بها قبل النكسة. بدأ أول هجوم على اللواء سعه 0500 يوم 15 أكتوبر بقصف مدفعي مركز جداً جداً أعقب ذلك تقدم لواء مدرع (لواء توفيا – من فرقه شارون) ضد اللواء الثالث ميكانيكي (لواء الوسط بالفرقة 16 مشاة) بهدف جذب الأنظار إلى الشرق بينما التركيز الإسرائيلي تجاه الجنوب واللواء 16 مشاة، واستنتج المصريين أن الإسرائيليين يريدون طي جناح رأس الجسر المصري بهدف تقليص حجمه. في نفس الوقت تحرك لواء أمنون (من فرقة شارون) تجاه الجنوب ليجد نقطة تل سلام مهجورة مما أشاع روح من التفاؤل لديهم فقد ظهرت القناة في الأفق وبدون مجهود يذكر. بعدها قام أمنون بدفع كتيبة دبابات تجاه الشمال لمحاولة فتح محور أكافيش إلا أنه وجد أن المصريين قد أغلقوه. وقام بدفع بقية اللواء (عدا كتيبة) تجاه الشمال بمحاذاة القناة لمهاجمة الكتيبة 16 مشاة من اللواء 16 مشاة وعند لحظة وصوله لمفترق طريق طرطور إنهالت عليه الصواريخ م د من الكتيبة 16 وتم على الفور تدمير27 دبابة من أصل 58 بدأ بهم التحرك أي أنه خسر 30 % من قوة لوائه في دقائق ورغم الخسائر إلا أن عدد من دباباته إنطلق بحذاء الساتر الترابي الشرقي وفي لحظة وجد أمنون نفسه وسط منطقة الشئون الإدارية للفرقة 16 مشاة حيث المئات من عربات الفرقة 16 والفرقة 21 المدرعة وكانت مفاجأة رهيبة للجانبين ودارت معركة قصيرة أُستخدمت فيها كافة أنواع الأسلحة المتيسرة فقد ضربت مدفعية الفرقة ضرب مباشر تجاه الدبابات المخترقه لمواقع الفرقة. وقامت كتيبيتان من اللواء الأول مدرع بهجوم مضاد ناجح أجبر قوة أمنون على الارتداد جنوباً تجاه نقطه تل سلام وهو ينعي حظه من خسائره الكبيرة في ذلك الصباح وجدير بالذكر أن لواء أمنون كان المكلف بزحزحة دفاعات اللواء 16 مشاة إلى الشمال بهدف فتح طريق للقناة مما يعني حتمية سيطرته على تقاطع طرق أكافيش - طرطور وكانت مهمه أمنون المباشرة هي السيطرة على المزرعة الصينية (قرية الجلاء) كمهمة مباشرة حتى يتسنى لبرن وماجن العبور غرباً. وقام أمنون بهجومه الثالث في ذلك اليوم بقوة كتيبة ميكانيكية تدعمها سرية دبابات للهجوم على مفترق الطرق، لكن فور تقدم السرية المدرعة تم ضربها بسرعة خاطفة ودمرت عن أخرها، أما الكتيبة الميكانيكة فقد انهمرت عليها المدفعية وقذائف (م د )مما أرغمها على التوقف وفشلت كل محاولات انسحابها وتخليصها من الاشتباك ومع الوقت ادرك أمنون تماماً أن القوة (كتيبة ميكانيية وسرية الدبابات قد دمرت عن أخرها) ، فحاول مرة أخرى تخليص ما تبقى من الكتيبة الميكانيكية على أمل وجود أحياء فدفع بسرية دبابات إلا أن تلك السرية عانت من قصف مركز حال دون تنفيذ مهمتها وانسحبت على الفور .
في نفس الوقت دار حوار تليفوني بين ديان وجونين تختصره عبارتان:
- ديان : لقد حاولنا لكن كل محاولتنا ذهبت أدراج الرياح، ولذا أقترح إلغاء فكرة العبور لأن المصريين سيذبحون أولادنا على الشاطئ الغربي .
- جونين : لو كنا نعلم مسبقاً أن ذلك سيحدث ما بدأنا عملية العبور أما الآن فقد عبرنا فلنستمر حتى النهاية المريرة .

وهاتين العبارتين من المراجع الإسرائيلي تظهر مدى فداحة الخسائر الإسرائيلية في عمليه فتح محور العبور. في يوم 16 قام أمنون بهجومه الرابع بكل ما تيسر له من دبابات، فهاجم بواسطة كتيبة مدرعة مدعمة ببعض دبابات تم إصلاحها ليلاً لكنه استفاد من أخطائه في اليوم السابق نظراً لقيامه باستطلاع قوي في الصباح فقد استطلع بنفسه وأدرك أن الدفاعات المصرية تتكون من ستائر من صواريخ م د مالوتكا وساجر وأر بي جي واستنتج أن تلك القوة (الكتيبة 16 من اللواء 16) لا بد وأن تعاني من نقص حاد في الذخيرة نتيجة معارك اليوم السابق ولذلك فقد استخدم أسلوب جديد وهو الاشتباك مع القوة المصرية من مدى بعيد نوعاً ما حتى تنفذ ذخيرة المصريين ثم يشن هجومه الرئيسي ورغم أن قوة لواء أمنون أصبحت 27 دبابة فقط من أصل 120 دبابة بدأ بها القتال في اليوم السابق إلا أنه لم ييأس، وأدّى تكتيك أمنون الجديد إلى ما يريده فقد إنسحبت القوة المصرية من موقع تقاطع الطرق بعد أن نفذت الذخيرة. وأمن أمنون موقع تقاطع الطريق ودعمه شارون بعدد 2 كتيبة دبابات لمواصلة هجوم ضد اللواء 16 مشاة بهدف الوصول إلى المزرعة الصينية، فترك أمنون ما تبقّى من لوائه الأصلي في موقع تقاطع الطريق واستخدم الدعم الجديد له في مهاجمة المزرعة الصينية لكن الطريق تجاه المزرعة ظل مغلقاً. فكان النجاح الوحيد لأمنون هو تأمين موقع تقاطع الطرق وليس اقتحام الدفاعات لكن انسحاب قوة الدفاع عنه لنفاذ الذخيرة م د. كان صبر شارون قد بدأ في النفاذ نظراً لجسامة الخسائر في لواء أمنون ولأن المحور ظل مغلقاً، فطلب شارون أن يعبر أدان على المعدية الوحيدة في الشاطئ الشرقي وأن يتم تجاهل دفاعات المزرعة الصينية إلا أن بارليف رفض طلبه حيث أن إمداد 300 دبابة بالوقود والذخيرة سيكون معرضاً للخطر الدائم طالما المزرعة الصينية ما زالت في يد المصريين وعليه فقد أصدر بارليف أوامرة بأن تقوم فرقة برن بتطهير محور أكافيش وطرطور من القوات المصرية وفور إعاده تجميع فرقة شارون المنهكة تتولى بعدها بالكامل احتلال المزرعة الصينية كواجب أساسي لها.

### برن يواجه اللواء 16 مشاة
انسحبت فرقه شارون جنوباً لإعادة التجمع بعد خسائر لواء توفيا ولواء أمنون في القتال واندفعت فرقة برن إلى الدفرسوار للتعامل مع اللواء 16 مشاة المنهك وكانت معظم دبابات برن جديدة من مخازن حلف شمال الأطلنطي ومرتباتها كاملة في حين أن اللواء 16 قد أمضى 36 ساعة متواصلة في قتال كامل وفور وصول فرقة برن للمنطقة بدأت دباباته تصاب الواحدة تلو الأخرى، فأطقم اقتناص الدبابات تملأ المنطقة فسحب قواته للخلف وطلب دعم مشاة، وتمثل هذا الدعم في لواء مظلات وصل جواً من رأس سدر وكانت مهمة اللواء بسيطة كما شرحها برن لقائده المقدم إيزاك (تطهير المحور). وفي الساعة 23:00 من ليلة 16 أكتوبر بدأت وحدات المظلات في التقدم تجاه المواقع المصرية من الشرق للغرب، وعند وصولها لمنطقة ضيقة لا يزيد عرضها عن 2 كيلو متر، فتح الجحيم مصراعيه لهذا اللواء وانهمر سيل من قذائف المدفعية والهاون وصواريخ الكاتيوشا على رأس اللواء المتقدم على الأقدام واكتشف المظليون وجود عدد من الرشاشات المتوسطة (جرينوف) في مواقع حصينة تغمر المنطقة بطلاقتها (وهنا تظهر أهمية استطلاع أرض المعركة قبل المعركة) وقرر المظليون التقدم بأي شكل ودارت معركة دموية بكل المعاني، فلم يكن المصريون في حاجه لأن يخرجوا من دفاعاتهم لمقابله المظليين والذين قال قائدهم (لقد تبعثرت أشلاء جنودي على خطوط الدفاع المصرية). وعبثاً حاول المظليون التقدم أو الانسحاب، فكل ما استطاعوا القيام به هو إلصاق وجوههم في الأرض والانكفاء طوال الوقت، ومع أول ضوء من يوم 17 اتضح لبرن أن قوة المظليين في وضع سيئ جداً جداً مما يعني تأخر فتح المحور وتأخر دفع الجسر إلى المياه لتنفيذ العبور. فأصدر برن أوامرة باستطلاع محور أكافيش من الجنوب، ووصلت سرية الإستطلاع إلى خط المياه في مفاجأة تامة، فقد استطاع لواء المظلات الإسرائيلي بدون قصد أن يشد انتباه المصريين إليه وأن يغفل المصريين بدون قصد ما يحدث في الجنوب منهم وعليه أعطى برن أوامره بدفع الجسر إلى المياه بأقصى سرعة مستغلاً انشغال المصريين في لواء المظلات وفعلاً نزل الجسر إلى المياه في السادسة صباح 17 أكتوبر 1973. أما لواء المظلات (المنهك) فقد أصدر بارليف أوامرة بدفع كتيبة دبابات بهدف ستر انسحاب هذا اللواء لكن قائد لواء المظلات كان يشك في مقدرة الدبابات في معرفة موقع قوته فقام بأكبر تصرف غبي في الحرب، فقد أطلق قنبلة دخان ليرشد قائد الدعم لموقعه مما ساعد المصريين في ضبط توجيه المدفعية أكثر وأكثر، وانهالت القذائف مرة أخرى على اللواء وعلى كتيبة الدبابات لتحدث خسائر أقل ما يقال عنها إنها فادحة جداً جداً في صفوف الإسرائيليين وانسحب اللواء المظلي بعد أن خسر 70 قتيلاً و100 جريح مع خسارة 13دبابة من كتيبة الدعم بعد 14 ساعة من القتال المتواصل.

### أول تعامل مصري مع الثغرة
وضح للقيادة المصرية مع ليلة 17/16 أن القيادة الإسرائيلة تخطط للعبور لغرب القناة فتم وضع خطة وصفها البعض ب(غريبة جداً) لغلق ممر المرور شرق القناة وتدمير قوات العدو غرب القناة، وتمثلت في الآتي :
- ضربة رئيسية من اللواء 25 مدرع من الجنوب للشمال غرب القناة.
- ضربة رئيسية بقوة الفرقة 21 المدرعة من الشمال للجنوب.
- ضربة رئيسية من اللواء 116 ميكانيكي غرب القناة (من الشرق للغرب).

الهدف من الخطة هو غلق ممر الاختراق من الشرق وتدمير قوة العدو غرب القناة، وذلك بناء على المعلومات المتوافرة صباح يوم 16 أكتوبر. ولم يتم عمل إستطلاع قبل المعركة نهائياً، فلم يعرف المصريون أن (قوة الـ 7 دبابات) التي قال عنها قائد القوة المحلية قد أصبحت مع ظهر يوم 17 - 300 دبابة، وكان متوقع أن دبابات اللواء 25 مدرع ستتقابل وجهاً لوجه مع دبابات الفرقة 21 المدرعة في نقطة ما فتم عمل تنظيم تعاون سريع تحدد فيه ضرورة توخي الحذر البالغ وتم وضع اللواء 25 مدرع مستقل تحت قيادة الجيش الثالث الميداني وتم سحب كتيبة من اللواء الثالث مدرع ليتم وضعها في رأس جسر الفرقة السابعة مشاة لسد فراغ خروج اللواء 25 مدرع وجدير بالذكر أن اللواء 25 مدرع بقيادة العقيد أحمد حلمي بدوي يعد من أقوى ألوية الدبابات المصرية بما له من دبابات تي 62 ذات مدفع 115 ملم الجبار والدقيق جداً في ذلك الوقت.

### معركة اللواء 25 مدرع مستقل
مع بدء تحرك اللواء من رأس جسر الفرقة السابعة مشاة تعرض اللواء لقصف مدفعي بعيد المدى وهجمات جوية بقنابل البلي (الجيل الأول من القنابل العنقودية) مما أدى لتوقف عدة عربات نتيجة انفجار الإطارات وتوقفت كل عربات مدفعية اللواء بعد أن مر اللواء بنقطة كبريت المحررة مما حرم اللواء المدرع من قوة المدفعية الخاصة به. ويقول الجنرال أدان (لقد كنا بانتظار هذا اللواء وجهزنا له منطقة قتل وكانت الرؤية مثاليه، فقد كان لنا هذا اللواء هدف مثالي) ووصل اللواء إلى منطقة جنوب تل سلام بـ 2 كيلو متر على مسافة بعيدة جداً من منطقة دفعه، ووقع في الكمين المحكم الذي أعده له أدان فوقعت كتيبة المقدمة في كمين من كافة الجهات وأصيبت بخسائر فادحة واستطاعت عدة دبابات الانتشار في اليمين واليسار وفتح نقاط ضرب على الكمين، وكانت ستائر صواريخ م د الإسرائيلية مؤثرة جداً على اللواء، وطلب قائد اللواء دعم مدفعي وجوي بالإضافة للسماح له بالتمسك بالأرض لكن قيادة الجيش الثالث الميداني رفضت تمسكه بالأرض وأصرت على تنفيذ المهمة وعليه أمر قائد اللواء قواته بفتح النسق الثاني ومحاولة تطويق كمين العدو، فحاولت كتيبة اليمين التقدم لكنها أصيبت بخسائر جسيمة وأما كتيبة اليسار التي حاولت الفتح، فقد وقعت في حقل ألغام وأصيبت معظم الدبابات. وطلب قائد اللواء مرة أخرى التوقف وتحسين الأوضاع وطلب دعم مدفعي لكن الأوامر كانت صارمة بالتقدم ومقابلة الفرقة 21 المدرعة، لكن الرجل تصرف. فقد أمر دباباته بالانتشار في نطاق اللواء والاستتار بالهيئات الحاكمة والتراشق النيراني فقط وعندما هبط الليل ارتد بالباقي من دباباته إلى نقطة كبريت. تقول المصادر الإسرائيلية أن اللواء 25 دخل المعركة ب96 دبابة دُمِّر منهم 86 دبابة في أرض الكمين أما المؤرخ جمال حماد فيقول أن اللواء دخل المعركة بـ 75 دبابة رجع منهم لنقطة كبريت عشر دبابات فقط. وهكذا أُسدل الستار عن اللواء 25 مدرع يوم 17 أكتوبر بخسارته 85% من دباباته في معركة أُسيء التخطيط لها وأُسيء القيادة فيها من قبل قيادة الجيش الثالث الميداني.

### معركة الفرقة 21 المدرعة لغلق الثغرة
تم وضع اللواء الأول مدرع من الفرقة 21 المدرعة لتنفيذ تلك المهمة ألا وهي الالتقاء مع اللواء 25 مدرع في نقطة غلق الثغرة وكانت دبابات اللواء قد تقلصت إلى 53 دبابة فقط بعد خسائرة في تطوير الهجوم، وفي الساعة 09:00 بدأ اللواء الهجوم ونجح في الوصول إلى جنوب المزرعة الصينية وتدمير العدو بها لكنه تعرض لقصف مدفعي وجوي مكثف جعل استمرار تقدمه مستحيلاً فحاول أن يتمسك بالأرض لكنه اضطر مرغماً إلى الانسحاب ليلاً إلى داخل رأس الجسر بعد أن خسر عشرين دبابة ليصل عدد دباباته إلى 33 دبابة في نهاية اليوم وهو ما يعادل كتيبة دبابات مدعمة فقط بدلا من 96 دبابة. وقام أمنون بهجوم مضاد ناجح تمكن -أخيراً بعد محاولات فاشلة سابقة- خلاله من احتلال المزرعة الصينية بعد أن أٌنهكت قوة الدفاع عنها ونفذت ذخيرة جزء منها، ليكون بذلك قد نفذ الهدف الأساسي الذي وضع له منذ يومين وفشل فيه على مدار 48 ساعة من القتال المتواصل، ونظراً لتردي حالة الفرقة 21 مدرعة واستنزاف دباباتها في معارك خاطئة فقد تم دعمها بكتيبة دبابات من اللواء 24 مدرع الملحق على الفرقة الثانية مشاة.

### معركة اللواء 18 ميكانيكي
صدرت الأوامر إلى اللواء 18 ميكانيكي (من الفرقة 21 مدرعة) بسرعة الهجوم على الموقع الحيوي للمزرعة الصينية واستعادة الأوضاع كما كانت، فبدأ اللواء هجومه في الخامسة مساء يوم 17 للهجوم من الشمال للجنوب، ونظراً لأن العدو استغل الدفاعات المصرية السابقة في المزرعة بكفاءة عاليه فقد استطاع أمنون أن يدافع عن موقعه بكفاءة، ويكبد اللواء 18 خسائر عالية حدت بالعميد / العرابي قائد الفرقة 21 إلى سحبه وتدعيمه بسرية من اللواء 14 مدرع والذي يعاد تجميعه داخل رأس الجسر .

### معركة اللواء 116 ميكانيكي (غرب القناة)
هدف اللواء هو التقدم وتدمير قوة العدو في منطقة الدفرسوار ونظراً لأن أخر البلاغات تقدر قوة العدو بـ 7 دبابات فقط، فقد كانت مهمة هينة جداً لقائد اللواء، وفوراً تقدم اللواء من على طريق أبو سلطان – المعاهدة. لكن القوات الإسرائيلية نصبت لها كمينا في منطقة تبعد عشر كيلو مترات عن بلاغات الإستطلاع، ففوجئ قائد اللواء بالكمين الإسرائيلي المحكم وتم تدمير اللواء تقريباً واختراق خطوطه.

### معارك القوات الخاصة يوم 17 أكتوبر

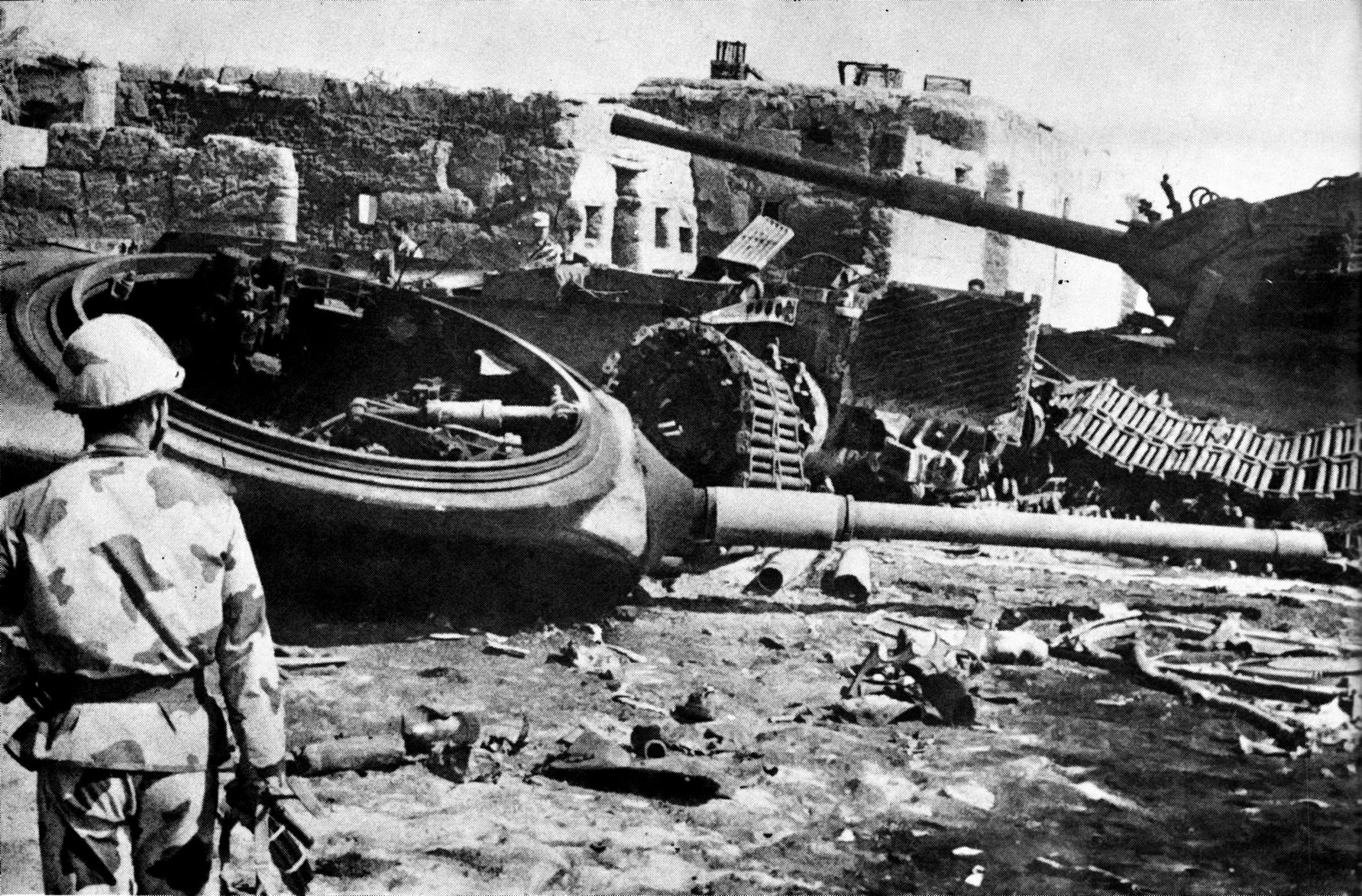
رجال الصاعقة يشتبكون مع العدو في معركة الإسماعيلية

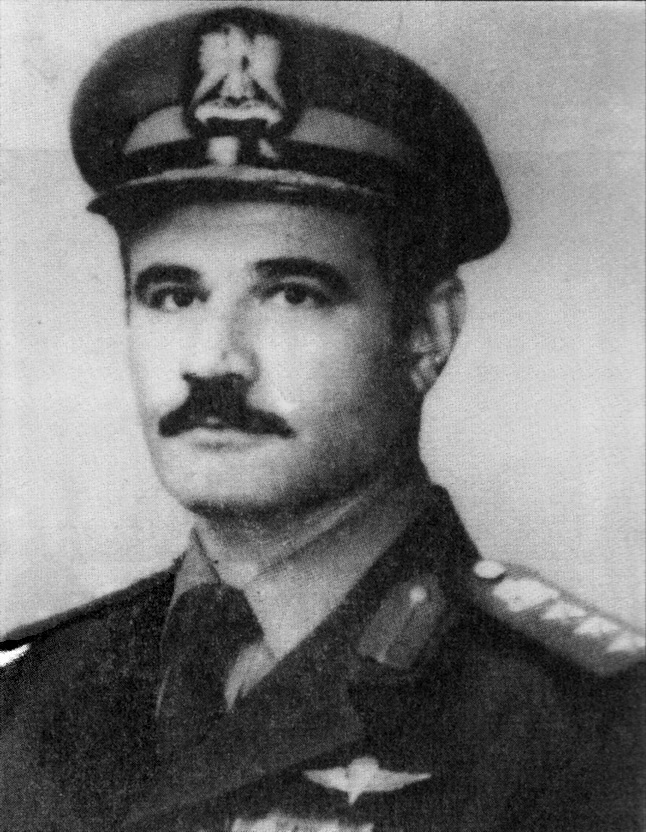
العقيد أسامة إبراهيم قائد قوات الصاعقة في معركة الإسماعيلية

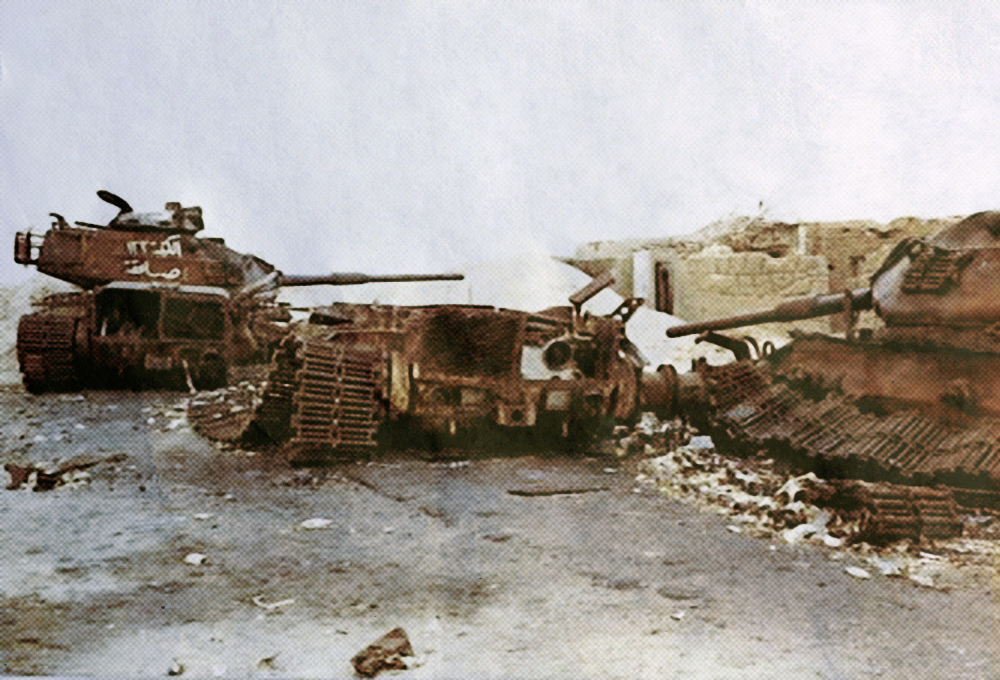
دبابات إسرائيلية دمرها رجال الصاعقة المصرية في قرية أبو عطوة بالقرب من الإسماعيلية.

#### قوات الصاعقة المصرية
تم إصدار الأوامر إلى الكتيبة 73 صاعقة من المجموعة 129 صاعقة بالتقدم وتدمير قوات العدو على الجانب الغربي للقناة وتم دفع سرية من تلك الكتيبة إلى تجاه مطار الدفرسوار بهدف تأمين المطار، وفور اقترابها اشتبكت السرية بكتيبة دبابات إسرائيلية تحتل المطار، وتم تدعيم قوة العدو بسرية مظلات وظل الاشتباك قائماً حتى الليل بدون تحقيق نتائج للجانيبن لكن سرية الصاعقة إضطرت للانسحاب لنفاذ الذخائر أما باقي سرايا الكتيبة 73 فقد وصلت سرية منهم إلى شاطئ البحيرات المرة واشتبكت مع العدو في قتال شرس وتم تدمير عدة دبابات للعدو وصدرت الأوامر للسرية بالانسحاب لكنها لم تتمكن نظراً لأنها مشتبكه بقوة فقد خسرت أفراداً كثيرة في الاشتباك.

#### سلاح المظلات المصري

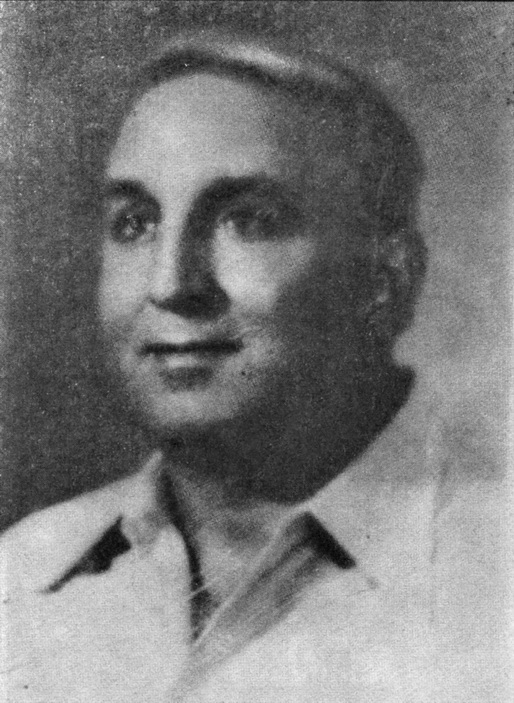
إسماعيل عزمي قائد المظلات في معركة الإسماعيلية

صدرت الأوامر إلى الكتيبة 85 مظلات بقيادة عاطف منصف بالتقدم مع كتيبة دبابات من الفرقة 23 ميكانيكي بهدف الوصول إلى مرسى أبو سلطان (أقصى شمال البحيرات) ومطار الدفرسوار، وبدأ التحرك الساعة الرابعة عصر يوم 17 أكتوبر.
- القوة الأولي: في اتجاه مرسى أبو سلطان، وقعت السرية في كمين واستشهد معظم ضباطها عند وصولها إلى ترعة السويس وفشلت في تحقيق المهمة.
- أما القوة الثانية: فقد انفصلت عن كتيبة الدبابات نظراً لفارق السرعة ووقعت كتيبة الدبابات في كمين آخر ودمرت عن أخرها واضطرت قوة المظلات إلى العمل بمفردها والاشتباك مع قوة العدو في مطار الدفرسوار بدون معاونة ثقيلة. وتعرضت الكتيبة لخسائر جسيمة وارتدت باقي الكتيبة إلى وصلة أبو سلطان حيث سحبت إلى أنشاص لإعادة التجمع.

ويتضح لنا من سرد أحداث يوم 17 أكتوبر فشل كل القوات التي أُوكلت لها مهام في تحقيق المهام الموكلة لها وتدمير عدد كبير من الدبابات لسبب واحد- غياب قوات الإستطلاع فقط -غياب الإستطلاع أدى إلى وقوع اللواء 25 مدرع واللواء 116 والكتيبة 73 والكتيبة 85 في كمائن محكمة أدت إلى إستشهاد المئات وخسارة العشرات من الدبابات والقوات الخاصة من الصاعقة والمظلات. كذلك غياب الإستطلاع أدى إلى سوء تخطيط العمليات فاللواء 116 اشتبك في كمين على مسافة بعيدة جداً عما توقعه قائد اللواء فلم يكن قد قام بالفتح لقواته وأعدها للاشتباك وغياب الإستطلاع أدي عدم معرفة مواقع العدو للتعامل معها بما يجب فتم دفع سرية مظلات للتعامل مع كتيبة دبابات في مطار الدفرسوار وحيث أن القيادة المصرية لم تكن على علم بوجود إلا 7 دبابات فقد إصطدمت القوات غرب القناة بـ 300 دبابة هما قوة مجموعة الجنرال أدان والتي عبرت في غفلة من الزمن صباح يوم 17 أكتوبر. وهربت من يد القيادة المصرية فرصة ذهبية لتصفية الثغرة يوم 17 أكتوبر لكن الاستخدام الخاطئ للتكتيك العسكري في حرب المدرعات أدى لتلك الخسائر وعدم غلق الثغرة.

### شهادة موشي ديان
عند زيارة موشي ديان للجبهه للوقوف على معارك 15و 16و 17 أكتوبر قال: (( لم أستطع إخفاء مشاعري عند مشاهدتي لأرض المعركة فقد كانت المئات من الدبابات والعربات العسكرية محترقة ومدمرة ومتناثرة في كل مكان ولا يبعد عن بعضها البعض سوى أمتار قليلة، وكانت من بين الأسلحة المدمرة صواريخ سام 2 وسام 3 ومع اقترابي من كل دبابة كنت أتمنى ألا أرى العلامة الإسرائيلية عليها، وانقبض قلبي كثيراً من كثرة الدبابات الإسرائيلية المدمرة فقد كان بالفعل هناك العشرات منها، ولم أشاهد هذا المنظر طوال حياتي العسكرية حتى في أفظع الأفلام السينمائية الحربية فقد كان أمامي ميدان واسع لمذبحة أليمة تمتد إلى آخر البصر فقد كانت تلك الدبابات والعربات المحترقة دليلاً على المعركة الأليمة التي دارت هنا )).

### أوضاع القوات الإسرائيلية ليله 18/17 أكتوبر[2]
- فرقه برن: تقوم بإعادة التجمع والتنظيم بعد نجاحها في تدمير اللواء 25 مدرع مستقل. وتم سحب لواء من قواته لمصلحة القيادة الجنوبية. ومع حلول الليل أصبح جاهزاً للعبور بقوة 200 دبابة. عبر برن القناة ليلاً مع قواته تحت قصف عنيف جداً حيث أصبحت القيادة المصرية على يقين بأنها ليست مسألة تسلل إسرائيلي فقط بل معركة تكتيكية قوية جداً فتم حشد مجهود الجيش الثاني الميداني كله ومع مدفعية الفرقة 16 مشاة والفرقة الثانية مشاة في الضرب ضد منطقة العبور وأصيب الجسر وتم إستكمال العبور بالمعديات وغرقت عده دبابات بأطقمها الكاملة من الجنود في قاع القناة وفي الساعة 04:00 صباح يوم 18 كانت فرقة برن قد أتمت عبورها وأصبح لدى إسرائيل غرب القناة 300 دبابة عبارة عن لواء مدرع يتبع شارون ولوائين يتبعان برن ولواء مظلات تابع لشارون.
- فرقه كلمان ماجن :لم تشتبك في قتال فعلي منذ يوم 14 أكتوبر، وكانت مرتباتها كاملة وفي انتظار الإذن بالعبور.
- فرقه شارون: تقلصت إلى لواء مدرع وآخر مظلات فقط بعد سحب لواء للقيادة الجنوبية لواء أمنون، والذي أٌوكل إليه الإستمرار في محاولات تعميق ممر العبور وإزاحة الفرقة 16 مشاة إلى الشمال.

### أوضاع القوات المصرية صباح يوم 18 أكتوبر[2]

#### شرق القناة
- اللواء 25 مدرع: أُبيد تماماً عدا عشر دبابات في نقطة كبريت للدفاع.
- اللواء 116 ميكانيكي: دُمِّر 90% منه.
- اللواء 18 ميكانيكي: دُمِّر 60% منه من يوم 14 أكتوبر.
- اللواء الأول مدرع: دمر له 80 % بدءاً من يوم 14أكتوبر.
- اللواء 16 مشاة: دُمِّر له 90% من معداته، ويعاد تجميعه مرة أخرى.
- عامة الفرقة 21 مدرعة مجرد اسم فقط، وقوتها لا تصل إلى حجم كتيبتي دبابات.
- الفرقة 16 مشاة منهكة أشد الإنهاك من القتال المتواصل ونقص الذخائر المضادة للدبابات.
- باقي الفرق المصرية شرق القناة لم تتعرض إلى أي قتال يذكر.

#### غرب القناة
أما غرب القناة فهناك الفرقة الرابعة في الجنوب عدا لواء، كما كان هناك قوات عين جالوت الفلسطينية و تتالف من ثلاث كتائيب صاعقة وثلاث كتائيب مدفعية وكتيبة كويتية ولواء جزائري.

#### القاهرة
وكانت هناك قوات اللواء الثالث والعشرين مدرع من احتياطي القيادة العامة ولواء حرس جمهوري في القاهرة بالإضافة إلى مجموعة صاعقة ولواء مظلات عدا كتيبة.

### خطة تصفية الثغرة يوم 18 أكتوبر[2]
كانت خطه بسيطه جداً وفي نفس الوقت مستحيله جداً.

#### شرق القناة
وتمثلت في ضربة من رأس جسر الفرقة 16 مشاة تقوم بها الفرقة 16 والفرقة 21 المدرعة ضد المزرعة الصينية بهدف إعادة احتلالها وضد النقطة الحصينة في الدفرسوار وغلق ثغرة العبور في الدفرسوار وإعادة الأوضاع كما كانت.

#### غرب القناة
وضربة ضد القوات الإسرائيلية غرب القناة يقوم بها اللواء 23 مدرع من احتياطي القيادة العامة يساعده ما تبقي من اللواء 116 ميكانيكي بينما يقوم اللواء 182 مظلات (عدا كتيبة) باحتلال المصاطب الدفاعية غرب القناة وإستخدامها في ضرب القوات الإسرائيلية وحماية جانب الفرقة 16 والفرقة 21 عبر القناة.

#### التنفيذ
بدأت مأساة ذبح الفرقة 21 حيث كانت قوة الهجوم شرق القناة وصلت إلى 80 دبابة بعد أن تم دعمها بكل ما يمكن من دبابات في قطاع الفرقة 16 وقبل الهجوم تم قصف مكثف ضد الفرقة 16 أصيب فيها العميد عبد رب النبي حافظ قائد الفرقة 16، وتولى العميد أنور حب الرمان أركان حرب الفرقة القيادة. عند بدء تحرك اللواء 18 ميكانيكي وقع تحت قصف جوي ومدفعي عنيف فتوقف عن التقدم واضطر للعودة لنقطة دفعه داخل رأس الجسر بعد أن تكبد خسائر عالية حيث ظهر جلياً مدى تأثير طيران العدو بدون غطاء الدفاع الجوي. اللواء الأول مدرع وأثناء تقدمه اشتبك مع دبابات العدو ودمر للعدو 13 دبابة وخسر 41 دبابة بدأ بهم القتال لتعرضه للضرب من الأجناب، وعاد إلى مواقعه 9 دبابات فقط. تحول الهجوم المصري إلى دفاع مستميت ضد الهجوم المضاد الإسرائيلي الذي يقوده أمنون بهدف توسيع ممر العبور إلى الشمال، ولإنقاذ الموقف تحرك اللواء 24 من قطاع الفرقة الثانية مشاة إلى قطاع الفرقة 16 لمنع تقدم العدو بتعليمات من قائد الجيش الثاني اللواء عبد المنعم خليل.

#### عمليات اللواء 23 مدرع غرب القناة
وصل اللواء 23 مدرع من الفرقة الثالثة ليست ميكانيكي إحتياطي القيادة العامة إلى تقاطع عثمان أحمد عثمان يوم 17 أكتوبر وظل مكانه 24 ساعة دون أوامر، وفي يوم 18 أكتوبر صدرت له الأوامر بالتقدم لتدمير قوة العدو الموجود بالدفرسوار على أن تعاونه بقايا اللواء 116 ميكانيكي وقوات اللواء 182 مظلات وقوات من الصاعقة. قام قائد اللواء العميد حسن عبد الحميد بوضع خطة هجوم اللواء على أساس هجوم بنسق واحد. ((يتسائل المؤرخ جمال حماد في كتابه ص 470 أن هذا اللواء تم سحب كتيبة منه يوم 17 أكتوبر ورغم ذلك فإن اللواء قد هاجم بتشكيل مكون من 3 كتائب فهل كان تشكيل اللواء مختلف عن باقي ألوية الجيش المصري)) وجدير بالذكر أن قوة مدفعية اللواء قد سحبت منه منذ فترة فهاجم بدون مدفعية. بعد قصف مدفعي وجوي الساعة 07:00 صباح يوم 18 أكتوبر تمهيداً لتقدم اللواء بدء التقدم ومر بدفاعات اللواء 116 ميكانيكي وبه قياده الفرقة 23 ميكانيكي قيادة العميد أحمد عبود الزمر. وأثناء تقدم اللواء تعرض لضرب مدفعي بعيد المدى من عيارات 155 و175 ملم ودخل اللواء أرض المعركة (وكالعادة لعدم وجود إستطلاع) فقد وقع في كمين محكم من دبابات الجنرال برن وستائر صواريخ م د. ولم يتمكن اللواء من الإفلات وقاتل رجال اللواء ببسالة وأصيب قائد اللواء وعادت قوة من 8 دبابات فقط بعد أن قصف الجيش الثاني الميداني غلالة دخان لستر ارتداد ما تبقي من اللواء وارتدت الثمان دبابات إلى موقع اللواء 116 ميكانيكي. وهكذا لحق اللواء 23 مدرع بأخوته الألوية اللواء 25 واللواء 1 واللواء 14 واللواء 116 واللواء 18. تحولت القوات الإسرائيلية إلى الهجوم المضاد فقام لواء مدرع بقياده نيتكا بمهاجمة موقع اللواء 116 ميكانيكي وكان محور هجومه من الشرق إلى الغرب أي أنه يأتي من خلف اللواء. وهجم نيتكا وقاوم اللواء 116 وفتحت مدفعية اللواء نيرانيها بالضرب المباشر مما أحدث خسائر فادحة في لواء نيتكا وطوال يومي 18/19 أكتوبر لم تكف الاشتباكات مع بقايا اللواء 116. الملاحظ هنا هو سرعة رد فعل رجال سلاح المدفعية المصري في الخطوط الخلفية عندما رصدوا تقدم لواء نيتكا من خلفهم فقد بدأوا الضرب بالمدفعية ومدفعية الميدان عيار 120 ملم بضرب مباشر كان يقطع أوصال الدبابات المعادية. وفي الساعة 09:00 يوم 19 أكتوبر هاجم نيتكا مرابض مدفعية اللواء ودار قتال يصفه الخبراء الإسرائيليون بالخيالي واستمرت معركة لمده 3 ساعات من جانب رجال سلاح المدفعية المصري ودبابات نيتكا وانقطع الإتصال بالجيش الثاني واتضح بعدها أن دبابات العدو اخترقت دفاعات اللواء ووصلت لمقر قيادته وقاتل العميد أحمد عبود الزمر ببسالة حتى استشهد تحت جنزير دبابة إسرائيلية ليضرب المثل لكل الجيش في البطولة، وبعد انهيار اللواء 116 ميكانيكي بعد معركة بطولية تم سحب ما تبقّى منه ومن اللواء 23 مدرع إلى منطقة أبو صوير لإعاده التجمع والتنظيم .وبهذا تنتهي آخر المعارك الرئيسية في حرب أكتوبر المجيدة.

### نهاية الثغرة
ازداد تدفق القوات الإسرائيلية، وتطور الموقف سريعًا، إلى أن تم تطويق الجيش الثالث المصري بالكامل في السويس، ووصلت القوات الإسرائيلية إلى طريق السويس-القاهرة، ولكنها توقفت لصعوبة الوضع العسكري بالنسبة لها غرب القناة، خاصة بعد فشل الجنرال أرئيل شارون في الاستيلاء على مدينة الإسماعيلية وفشل الجيش الإسرائيلى في احتلال مدينة السويس، مما وضع القوات الإسرائيلية غرب القناة في مأزق صعب، وجعلها محاصرة بين الموانع الطبيعية والاستنزاف والقلق من الهجوم المصري المضاد الوشيك، ولم تستطع الولايات المتحدة تقديم الدعم الذي كانت تتصوره إسرائيل في الثغرة بسبب تهديدات السوفييت ورفضهم أن تقلب الولايات المتحدة نتائج الحرب.

## أخطاء القيادة العامة (وجهة النظر المصرية)[2]
قيادة الجيش الثاني الميداني والقيادة العامة للقوات المسلحة تعاملت مع الثغرة في يوم 15- 16- 17- 18 أكتوبر بمنتهى قلة الاحتراف، فوقعت في أخطاء ساذجة أدت إلى توسيع الثغرة بشكل ضخم جداً، وملخص تلك الأخطاء:
1. عدم ملء فراغ الفرقة 21 عند عبورها يوم 12 أكتوبر في منطقة الدفرسوار خاصة وأن المصريين على يقين بوجود خطة العبور الإسرائيلي. بل ووصلت خرائط منها إلى يد المصريين عندما تم تدمير اللواء 190 مدرع ووقعت في يد المخابرات الحربية المصرية خرائط الخطة وأماكن العبور المحتملة في الشط والدفرسوار والفردان.
2. لم تنتبه القيادة إلى الضغط الجنوني على اللواء 16 مشاة وتركيز 3 فرق مدرعة للعدو على هذا القطاع فقط.
3. ترك نقطة تل سلام مهجورة وكان يمكن لو احتلتها فصيلة مشاة أن تكشف أي تحرك جنوب محور طرطور وأكافيش بل وتعرض عملية العبور للفشل حيث يرى هذا الموقع (وقد زرته وأقوم بزيارته كل عام) ويكشف منطقة العبور كاملة وكان يمكن إستغلاله لتوجيه نيران المدفعية المصرية. ، وكان أيضاً سيكشف الكمين اللواء 25 مدرع.
4. تحرك جسر المعديات من الطاسة إلى منطقة العبور بدون علم المصريين وهو جسر ضخم يحتاج إلى أربع دبابات لسحبه ويتحرك ببطء شديد وهي نادرة فريدة ألا يصاب أو يتعرض للقصف المصري أو حتى يتم اكتشافه.
5. عدم الإحساس بأهمية إمداد اللواء 16 والفرقة 16 بما يلزم من ذخائر إضافية حيث ارتدت قوات الكتيبة 16 من موقع تقاطع الطرق ومن المزرعة الصينية لنفاذ الذخائر.
6. عدم سحب عربات ودبابات الفرقة 21 المدرعة بعد فشل الهجوم المضاد وعدم إعادة تجميعها في محلها الأصلي بالنطاق التعبوي للجيش الثاني. أدى ذلك إلى كثرة الخسائر بالفرقة 21 والفرقة 16 نتيجة القصف المستمر للعدو على الفرقة المكتظة. وكذلك إستمرار عدم وجود احتياطي تعبوي للجيش الثاني غرب القناة.
7. خطة دفع اللواء 25 لن أعلق عليها لأنها مذبحة للواء وهي ضرب من ضروب الجنون في تلك الحرب.
8. خطط دفع الألوية اللواء 116 واللواء 23 والكتيبة 85 مظلات والكتيبة 73 صاعقة تدل على أن الأمور قد خرجت عن السيطرة في الجيش الثاني الميداني تماماً.
9. تعيين اللواء عبد المنعم خليل قائداً للجيش الثاني يوم 16 وهو كان قائد المنطقة المركزية العسكرية خلفاً للواء سعد مأمون الذي أُصيب بأزمة قلبية (أو أصيب بأحد الأمراض) يوم 14 أكتوبر. وكان من الأفضل ترك الأمور في يد اللواء تيسير العقاد رئيس أركان الجيش الثاني فهو على علم بكل ما يجري من تطورات وأوضاع القوات.
10. عدم دفع القوات الجوية وخاصة قاذفات التي يو 16 واليوشن لقصف منطقة الانتظار المحتملة لقوات العدو في الدفرسوار غرب القناة بالقنابل وتسوية تلك المنطقة بالأرض.
11. إستمرار الشعور بالأمان نتيجه البلاغ الخاطئ بوجود 7 دبابات فقط.
12. عدم ربط ما حدث للفرقه 16 مشاة بخبر التسلل لغرب القناة وعدم الربط بين الأمرين وتلك الخريطة التي وقعت في يد قواتنا يوم 8 أكتوبر.
13. ظل الجيش الثالث الميداني بعيد عن أي تدخل فعلي فيما يحدث للفرقة 16 مشاة ولم يتم عمل أي غطاء مدفعي بعيد المدي لقصف منطقة جنوب الدفرسوار.
14. عدم استخدام قوة الكتيبة 603 برمائي والمسيطرة على نقطة كبريت في دفع قوات إستطلاع لتحديد ما يجري جنوب الفرقة 16.
15. عدم عمل إستطلاع جوي لمنطقة المعارك خلال الحرب تماماً. وكان يوجد طائرات سوخوي وميج 21 وميراج واليوشن 28 مصرية مخصصة للإستطلاع كان يمكن أن تقوم بأعمال إستطلاع تكتيكي للجيش الثاني والثالث قبل وبعد تطوير الهجوم.
16. عدم القيام بأي أعمال هجومية بالفرقة 18 مشاة والفرقة الثانية مشاة في قطاع الجيش الثاني لتخفيف الضغط عن الفرقة 16 مشاة.
17. ترك اللواء 23 مدرع منتظر في تقاطع عثمان أحمد عثمان لمدة 24 ساعة من يوم 17 إلى يوم 18 أكتوبر. وعدم مشاركته اللواء 116 في هجومه بل تركته القيادة ليهاجم متاخراً بيوم.[2]

## مقترحات علاج الثغرة[2]
أن يتم دفع قوة (مهما كانت) إلى نطاق الفرقة 21 المدرعة بعد عبورها إلى شرق القناة. وفي فرض عدم القيام بتلك الخطوة فور أول بلاغ بوجود تسلل إسرائيلي غرب القناة كان يجب أن يتم التعامل معه كالأتي :

### أولاً خطة الإحتواء يوم 16 أكتوبر
1. دفع دوريات إستطلاع من الجيش الثاني فوراً لتحديد حجم قوة العبور.
2. تحريك اللواء 23 مدرع إلى منطقة اللواء 116 ميكانيكي لسد فراغ الفرقة 21 المدرعة يوم 16 أكتوبر
3. دفع كتيبة صاعقة وكتيبة مظلات كقوات إستطلاع بالقوة ونصب الكمائن اللازمة مع تعليمات مشددة بعدم التمسك بالأرض مهما كان. # سحب اللواء 25 مدرع من شرق القناة إلى فايد غرب القناة وجنوب الدفرسوار.
4. ضرب مدفعي وجوي مكثف على منطقة العبور (كما حدث في معركة جزيرة شدوان).
5. إمداد الفرقة 16 بذخائر من الفرقة 18 مشاة وخصوصاً ذخائر م د.
6. سحب أفراد الفرقة 21 المدرعة بدون دبابات إلى منطقة الجيش الثاني لإعادة تجميع الفرقة ويتم ترك الدبابات في نطاق الفرقة 16 لإعادة تكوين اللواء 14 مدرع لتعود للفرقة قوتها قبل يوم 14 أكتوبر.

### ثانياً خطة تصفية الثغرة يوم 17أكتوبر
1. دفع اللواء 25 مدرع بضربة قوية من فايد إلى الدفرسوار (الجنوب للشمال).
2. دفع اللواء 23 مدرع بضربة قوية تجاه الدفرسوار من الشرق للغرب.
3. وضع اللواء 116 نسق ثاني اللواء 23 مدرع.
4. وضع كتيبة صاعقة وكتيبة مظلات في الشمال من الدفرسوار لعدم هروب العدو.
5. قصف مدفعي من مدفعية الجيش الثاني والفرقة الثانية مشاة تجاه نقطة الدفرسوار.

### عدم إشراك الفرقة 16 في أي قتال بهدف غلق ممر العبور
تقتضي الخطة بعمل ضربة قوية بقوة 200 دبابة تجاه نقطة الانتظار للعدو في الدفرسوار وتقدر قوة العدو وقتها بـ 30 دبابة و2000 مظلي. والهدف تطهيرالمنطقة غرب القناة من قوات العدو تماماً. في ظل تفوق يصل 7 إلى واحد في الدبابات. وعدم إشراك الفرقة 16 في أي قتال مهما كان وعلى فرض نجاح القوات المصرية في تطهير المنطقة غرب القناة من قوات العدو ستصبح قوات العدو شرق القناة وجنوب الفرقة 16 في موقف حرج للغاية حيث تنتظر مئات الدبابات من فرقه أدان وفرقة ماجن وفرقة شارون في قطاع ضيق جداً في انتظار العبور. والذي لم تم وصول دبابات اللواء 23 إلى منطقة الدفرسوار مع العمل على احتلال المصاطب الدفاعية وقصف العدو أيضاً. فور انتهاء المعركة يوم 17 يعود اللواء 25 مدرع إلى قطاع الفرقة السابعة منتصراً. وبذلك تكون مساله الثغرة قد حُسمت. في المرحلة التالية تقوم الفرقة 16 مشاة بتثبيت أماكنها على الأرض وفي إستنزاف قوة العدو والتي لا بد وأنه سيقوم بسحبها تجاه العمق والطريق العرضي رقم 3 للبعد بدباباته عن مدى أسلحة الرمي المصرية م د. ومن بعدها يمكن للفرقه 16 أن تعود وتسيطر على تقاطع الطرق ونقطة تل سلام.

## موقف الدول العظمى
يذكر أن الدولتين العظمتين في ذلك الحين (الولايات المتحدة والاتحاد السوفيتي) تدخلتا في سياق الحرب بشكل غير مباشر، حيث زوّد الاتحاد السوفيتي كلاً من مصر وسوريا بالأسلحة، بينما قامت الولايات المتحدة بتزويد إسرائيل بالعتاد العسكري. وفي نهاية الحرب عمل وزير الخارجية الأمريكي هنري كسنجر كوسيط بين أطراف الحرب، ونجح في التوصل إلى اتفاقية هدنة ـ لا تزال سارية المفعول ـ بين سوريا ومصر وإسرائيل، ثم استبدلت مصر وإسرائيل اتفاقية الهدنة بينهما باتفاقية سلام شاملة في كامب ديفيد عام 1979م.

## مكاسب الثغرة للعدو
من المعروف أن هذه الثغرة استراتيجيا كانت تعتبر خطيرة جدا على الجيش الإسرائيلي بسبب وجود عدد كبير من القوات على مساحة ضيقة جدا من الأرض المحاطة إما بموانع طبيعية أو مدنية بالإضافة لطول خط التموين وصعوبة إخلاء الجرحى لذلك وافقت إسرائيل بسرعة على تصفيتها لأنها لن تحقق أي هدف عسكري بل وصفت بأنها عملية تليفزيونية، والجدير بالذكر أنه تم إعداد خطة تسمى الخطة شامل لتدمير القوات الإسرائيلية في الدفرسوار، وتم تعيين اللواء سعد مأمون قائد الجيش الثاني الميداني قائدًا لقوات تصفية الثغرة. ولكن منتهى هذا التحليل أن عملية الثغرة كانت عملية استفادت منها إسرائيل إلى حدِّ ما إعلاميا في الداخل على وجه الخصوص، ولكن عسكريا وعلى أرض الواقع كانت ستتعرض للضربة القاضية في الحرب ولعل هذا ما يفسر عدم تعنت إسرائيل في مفاوضات فك الاشتباك، ولكنها في نهاية المطاف أفادت إسرائيل في إيقاف تقدم الجيش المصري وتحجيم قدراته وإجبار مصر على الجلوس على طاولة المفاوضات وصولاً إلى اتفاقية السلام.

### الوضع في شرق القناة بعد الثغرة
كان لديهم ثلاث فرق مدرعة: فرقة أرئيل شارون وفرقة أبراهام أدان وفرقة كلمان ماجن، وكانت هذه الفرق تضم سبع ألوية مدرعة: ثلاث ألوية في فرقة أدان، ولوائين في كل من فرقتي شارون وماجن، بالإضافة لواء مشاة مظلات بفرقة شارون، ولواء مشاة ميكانيكي بفرقة ماجن. أما القوات المصرية التي خصصت لتصفية الثغرة والتي كانت موجودة غرب القناة كانت تتكون من: فرقتين مدرعتين (الفرقة الرابعة والفرقة الحادية والعشرين)، وثلاث فرق مشاة ميكانيكية (الثالثة والسادسة والثالثة والعشرين)، ووحدات من الصاعقة والمظلات بالإضافة إلى قوات مخصصة من احتياطي القيادة العامة جاهزة للدفع للاشتباك والانضمام إلى قوات تصفية الثغرة إذا صدر قرار من القائد العام.
ولم يقدّر للخطة شامل أن تنفذ، ففي مساء 17 يناير عام 1974م تم إعلان إتفاق فصل القوات بين مصر وإسرائيل تحت إشراف الأمم المتحدة، وتولّى رجال السياسة زمام الأمر بعد ذلك.

## تصفية الثغرة
كانت نتيجه لعمليات تطوير الهجوم في يوم 14 أكتوبر ومشاركة مؤخرة الجيش الثاني في دعم وحدات الجيش الثالث الميداني أدى إلى إخلاء مساحة طولها ميلين وعرضها ميل إلى تقدم القوات الإسرائلية التي كانت بقوة 7 دبابات و3 مدرعات و250 فرد مشاة بقياد أرئيل شارون. وقامت وحدات الجيش الإسرائيلي بمهاجمة وحدات الدفاع الجوي المصرية المتواجدة غرب القناة وأسر الجنود المصريين. ولسوء تعامل الجيش المصري مع الثغرة أدى ذلك إلى تدفق القوات الاسرائلية على منطقة غرب القناة وإسقاط مظلة الدفاع الجوي جزئيًا في إغارة يوم 16 أكتوبر 1973 على قواعد الدفاع الجوي المصرية مما أدى إلى تفوق الطيران الإسرائيلي. وتصدت له القوات الجوية المصرية في معارك يومي 17 أكتوبر و18 أكتوبر، والتي أسقط خلالها نحو 15 طائرة إسرائيلية مقابل نحو 8 طائرات مصرية طراز ميج 17 و18. ووصل عدد القوات الإسرائيلية المتواجدة غرب القناة إلى ثلاث فرق مدرعة بقيادة شارون وأدان وماجان.
تقدمت الدبابات والمدرعات الإسرائيلية تجاه الفرقة 16 والكتيبة 16؛ لمحاولة هز الثقة بداخلها، ولكن الكتيبة ـ التي كانت بقيادة المقدم (في ذلك الوقت) محمد حسين طنطاوي وزير الدفاع السابق لمصر ـ نجحت في صد الهجوم.
وعقدت اجتماعات طارئة من أجل مناقشة الثغرة، وتم تشكيل لجنة ترتّب علبها تشكيل قوات خاصة لإبادة الثغرة وتصفيتها تماما بحيث لا تشكل خطر على قوات الجيش الثالث المكلفه بعملية التقدم والتطهير. وبعد فشل القوات الاسرائلية في احتلال مدينة السويس بسبب ضراوة المقاومة الشعبية المشاركة للجيش أوقف التقدم الإسرائيلي ولم يجد أمامه سوى محاولة احتلال الإسماعيلية التي مُني فيها بنفس الفشل. وفي يوم 26 و28 أكتوبر أصبحت القوات الإسرائيلية محاصرة بين جبهتي المقاومة الشعبية المصرية وقوات التصفية المصرية مما أجبر القوات الإسرائلية على وقف أعمال القتال والالتزام بقرار 338 لوقف إطلاق النار ابتداء من 22 أكتوبر.
وبصفة عامة كانت القوات المصرية ضِعْف القوات الإسرائيلية غرب القناة، كما أن القوات الإسرائيلية كانت منهكة بشدة بسسب حرب استنزاف شنها الجيش المصري عليها بداية من بعد وقف إطلاق النار بيومين. وكانت الدفاعات الجوية المصرية استعادت كامل توازنها مما جعل القوات الإسرائيلية غرب القناة دون دعم جوي. وكانت القوات الإسرائيلية يوصلها بشرق القناة ممر ضيق يبلغ 10 كيلومترات فقط ويمكن للجيش المصري قطعه بسهولة. لذا فإن المحصّلة هي أن القوات الإسرائيلية التي أرادت بها إسرائيل تأزيم الموقف العسكري المصري أصبحت كأنها رهينة لدى الجيش المصري.
ونجحت بذلك القوات المصرية في إنهاء خطر الثغرة والعودة لمعادلة كفة الحرب مع إسرائيل. وأدى ذلك إلى انتهاء الحرب الفعلية، لتبدأ الحرب الاستراتيجية من أجل السلام.

### المهمة المستحيلة للقضاء على الثغرة
المهمة المستحيلة سميت بهذا الاسم في الموسوعات العسكرية، لاستحالة تنفيذها، ولكنها تحققت بنجاح بنسبة كبيرة، لولا- كما يقول قائدها اللواء إبراهيم- تدخُّل السياسة في العسكرية، الذي يعتبره اللواء إبراهيم «خطيئة» بكل المقاييس أدت إلى تضاعف خسائر القوات المصرية في وقت قياسي.

#### 14 أكتوبر
مع بدء تدفق القوات الإسرائيلية اعتباراً من يوم 14 أكتوبر كنت قائداً للواء 139 صاعقة الموجود ضمن «احتياطي » القوات. وكان اللواء مكون من 4 كتائب، بعضها تحرك إلى الجبهة، والبقية في انتظار أوامر التحرك. وكنا نجلس مع الجنود الذين كانوا يبكون من الألم لعدم وجودهم على جبهة القتال. وكنا ننتظر الأمر بالتحرك للمشاركة في العلمليات إلى أن جاء التكليف بالمهمة بالفعل.

#### 19 أكتوبر
في يوم 19 أكتوبر صدر الأمر من قائد وحدات الصاعقة المصرية العميد نبيل شكري بالتحرك لتصفية تقدم إحدى الكتائب الإسرائيلية المتحركة ومعها سرية دبابات أمام منطقة الدفرسوار. وبالفعل تحركت ومعي كتبيتان من الصاعقة متجهاً نحو الدفرسوار، وأثناء تقدمي فوجئت باستدعاء لمقابلة رئيس أركان حرب القوات المسلحة الفريق سعد الدين الشاذلي بقيادة الجيش الثاني بمعسكر الجلاء. واتجهت بالفعل لمقابلته، ووجدته خارجاً وتتضح عليه معالم الهدوء، وبابتسامته المعهودة سألني: أنت رايح فين؟ فقلت له أنا ذاهب ومعي رجالي للتعامل مع القوات الإسرائيلية المتقدمة. فسألني: من أعطاك الأمر؟..فأجبته: «العميد نبيل شكري بأمر من المشير أحمد إسماعيل وزير الحربية».. فتحرك نحو خريطة العمليات.. وأشار عليها بيده وسألني: كيف ستستطيع تدمير 3 ألوية مدرعة للعدو وأنت بلواء واحد من الصاعقة؟.. فأجبته: «سأحاول بقدر المستطاع» !.. فقال لي: « إذهب الآن ومعك رجالك إلى جزيرة الفرسان.. حتى صدور أوامر جديدة».. للحقيقة رغم اقتناعي بكلامه إلا أننا كنا نريد القتال.. وفي هذه اللحظة على وجه التحديد سمعت أصواتا عالية من خارج المكتب فخرجت سريعاً لأستطلع فوجدت زملاء لي يحملون جثة الشهيد إبراهيم الرفاعي عقب استشهاده، وكان «الرفاعي » من المقربين لي، وتربطني به علاقة كبيرة على المستوى الأُسري. خرجت من مكتب الفريق الشاذلي وصورة جثة «الرفاعي » عالقة بذهني، وقررت أن أرسل برقية للقيادة بما حدث ونصها «أمر ر. أ.ح.ق. م بتحركنا إلى جزيرة الفرسان وانتظار الأوامر..وإلغاء المهمة السابقة».. وفوجئت باستدعاء آخر من مكتب الشاذلي مرة أخرى، وتحركت إليه مسرعاً، وبمجرد دخولي أعطاني برقية من القيادة العامة نصها: «أسامة ينفذ المهمة»! وكانت البرقية من ثلاث كلمات فقط. وفوجئت به يعطيني البرقية ببعض ملامح العصبية قائلا: «أمضي»!.. وقمت بالتوقيع عليها وأديت له التحية العسكرية، وخرجت من مكتبه! وكان الفريق الشاذلي محقاً بكل المقاييس فهو أدرى الناس بطبيعة المنطقة وظروف الحرب، والجالسون في القيادة لا يدركون الحقيقة. تحركت مع رجالي لتنفيذ المهمة، وبدأنا التنفيذ لعرقلة القوات المتقدمة وخلال الساعات التالية خضنا عدة معارك، ربما أشار لها عدد من الموسوعات العسكرية، خاصة فيما يتعلق بكيفية مواجهة الفرد لمدرعة العدو. ومنعنا القوات الإسرائيلية بقيادة أرئيل شارون - لمدة 4 أيام متتالية - من دخول الإسماعيلية وحصار الجيش الثاني الميداني وتطويق قواته. ومدينة الإسماعيلية تمثل «صنبور» المياه لمدن القناة وسقوطها يعني قطع المياه عن هذه المدن، إضافة إلى حصار وتطويق الجيش الثاني تمهيداً لتصفيته.

## الآراء حول الثغرة

### رأي الفريقسعد الشاذلي
اعتبر الفريق سعد الشاذلي ومعه عدد من المؤيدين أن الرئيس أنور السادات هو السبب الرئيسي لحدوث الثغرة بل واتهموه بالفشل في التعامل معها نظراً لقراراته غير المسئولة. يقول الفريق سعد الدين الشاذلي : أي تطوير خارج نطاق الـ12 كيلو التي تقف القوات فيها بحماية مظلة الدفاع الجوي، وأي تقدم خارج المظلة معناه أننا نقدم قواتنا هدية للطيران الإسرائيلي.

### رأي المؤرخ العسكريجمال حماد
المؤرخ العسكري جمال حماد في كتابه {المعارك الحربية على الجبهة المصرية} اتهم المشير أحمد إسماعيل علي والفريق الشاذلي بالتسبب في الثغرة لأن تطوير الهجوم {من وجهة نظره} كان لابد أن يتم يوم 8 أو 9 أكتوبر على أقصى تقدير لانشغال الطيران الإسرائيلي بالجبهة الشمالية مع سوريا مما يسمح بتطوير الهجوم شرقاً نحو المضائق إلا أن القيادة المصرية قد قامت بما يسمى في العسكرية بالوقفة التعبوية لإعادة تنظيم القوات وإتمام السيطرة على خط بارليف وكذلك إكمال بناء رؤوس الكباري إلّا أنه من رأيه أن الوقفة قد طالت أكثر من اللازم وكان لا بد للقيادة من تطوير الهجوم يوم 8 أكتوبر استغلالا للخسائر الإسرائيلية الفادحة هذا اليوم وكذلك انعدام الدعم الجوي لها.

### رأي اللواء أركان حرب أحمد أسامة إبراهيم
اللواء أركان حرب أحمد أسامة إبراهيم قائد ما يعرف ب«المهمة المستحيلة» في حرب أكتوبر، فهو الرجل الذي صدر له أمر مباشر «بالاسم» من القيادة العامة للقوات المسلحة لوقف تقدم القوات الإسرائيلية نحو الإسماعيلية وذلك متخطياً الفريق سعد الشاذلي الذي كان متواجداً بقيادة الجيش الثاني الميداني بالإسماعيلية وقت حدوث الثغرة ويرى أن الثغرة لها سببين الأول منهما هو تطوير الهجوم غير المدروس والثاني هو الخلاف بين الرئيس السادات والفريق سعد الدين الشاذلي حول هذا التطوير حدثت الثغرة نتيجة لتدخل المدنيين في العمل العسكري أو تحديداً تدخل السياسية في العسكرية. ولجوء إسرائيل إلى الثغرة هو مجرد «عمل دعائي » لرفع معنويات جيشها وشعبها المنهارة نتيجة للانتصارات التي حققناها في الأيام الأولى للحرب.
ويرى اللواء أسامة أن الثغرة كانت «حتمية» بعد عملية التطوير، لأن كل الأوضاع كانت ثابتة أمام القوات الإسرائيلية، فأمامها 5 فرق وجبهة مصرية صامدة ومتماسكة. وفي الجيش الإسرائيلي تسمى الفرقة «مجموعة قتالية». والمجموعة الأولى كانت تضم 3 ألوية مدرعة ولواء مظلات بقيادة الجنرال «أرييل شارون»، والمجموعة الثانية لواءان مدرعان، والثالثة وتضم 3 ألوية مدرعة. وشارون كان قائداً لإحدى المجموعات الثلاث. وهو ضابط مظلات، وله تجارب سابقة في تنفيذ الاختراقات، إضافة إلى أنه متمرد يرفض دائماً تنفيذ أوامر قادته. وقبل الحرب تم تعيينه قائداً للمنطقة الجنوبية، وفكرة الثغرة كانت موجودة لديه منذ زمن بعيد، لدرجة أنه بعد معارك 67 وأثناء حرب الاستنزاف وضع يده على إحدى خرائط العمليات، مشيراً إلى منطقة الدفرسوار، وقال: «هنا ستكون الثغرة». فكرة الثغرة ببساطة أن قناة السويس تمتد من بورسعيد شمالاً وحتى ميناء الأدبية جنوباً، وفي امتدادها تمر على بحيرتين «المرة الكبرى»، وصعب المرور منها أمام القوات النظامية، وبالتالي المجهود الرئيسي للقوات المهاجمة سيكون عند الإسماعيلية. وعلى هذا الأساس لم يكن أمام القوات الإسرائيلية سوى حشد كل قواتها لإحداث ثغرة تخترق الدفاعات المصرية بهدف تطويق المدن الرئيسية والاستيلاء عليها، وتحقيق نصر مدوٍّ ينقذ قادة إسرائيل من الخسائر التي لحقت بجيشها على مدى الأيام الماضية. الإسرائيليون عقدوا اجتماعاً، وخلصوا إلى أن المصريين- وفقاً للعقيدة الروسية- سيطورون الهجوم اعتباراً من يوم 14 أكتوبر. وهم في ذلك كانت لهم رؤى ووجهات نظر، لأنهم استغلوا وقفتنا التعبوية في الإعداد لهذه الثغرة. واعتباراً من تطوير الهجوم يوم 14، قامت إسرائيل بعدة محاولات أيام 16، 17، 18 أكتوبر لإحداث الثغرة ولكنها فشلت. وقبل تنفيذ الثغرة قامت إحدى طائرات الاستطلاع الأمريكية من طراز (SR71 A) بعمليات استطلاع وتصوير جوي موسعة لأوضاع القوات على جبهة القتال. وهذه الطائرة كانت تنقل إلى واشنطن وتل أبيب الصور، التي كان يتم التقاطها من الجبهة مباشرة، حتى أن هنرى كيسنجر قال في مذكراته إنه شاهد أوضاع المدرعات المصرية القتالية. وكانت نتيجة تطوير الهجوم المصري أنه بمجرد خروجنا خارج مظلة الدفاع الجوي انكشفنا على الفور. وقام الطيران الإسرائيلي والمدفعية المضادة للدبابات بتدمير ما يقرب من 250 دبابة مصرية في أقل من 5 ساعات.!.. وهنا اختل التوازن الدفاعي.. وبدأ تنفيذ الثغرة بموقعها المحدد. وبالتالي أصبحت القوات الإسرائيلية في مواجهة الفرقة 16 مشاة بالجيش الثاني، وتتكون من 3 ألوية أولها اللواء 16 مشاة، وأحد قادة كتائبها المقدم محمد حسين طنطاوي وهذه الكتيبة أُزيلت تقريباً بالكامل، لأن الطيران الحربي الإسرائيلي وجّه كل طاقته نحو جزء محدد لإحداث الثغرة منه. وقد تم بالفعل.

### شهادة موشي ديان
عند زيارة موشي ديان للجبهه للوقوف على معارك 15و 16و 17 أكتوبر قال: (( لم أستطع إخفاء مشاعري عند مشاهدتي لأرض المعركة فقد كانت المئات من الدبابات والعربات العسكرية محترقة ومدمرة ومتناثرة في كل مكان ولا يبعد عن بعضها البعض سوي أمتار قليلة، وكانت من بين الأسلحة المدمرة صواريخ سام 2 وسام 3 ومع اقترابي من كل دبابة كنت أتمنى ألا أرى العلامة الإسرائيلية عليها، وانقبض قلبي كثيراً من كثرة الدبابات الإسرائيلية المدمرة فقد كان بالفعل هناك العشرات منها، ولم أشاهد هذا المنظر طوال حياتي العسكرية حتى في أفظع الأفلام السينمائية الحربية فقد كان أمامي ميدان واسع لمذبحة أليمة تمتد إلى آخر البصر فقد كانت تلك الدبابات والعربات المحترقة دليلاً على المعركة الأليمة التي دارت هنا )).

## الثغرة في الإعلام المصري
تم التعتيم على ما حدث في ثغرة الدفرسوار من جانب الرئيس السابق محمد حسني مبارك ونظامه. ويرى البعض أنه ليس تعتيماً، بقدر ما هو «جهالة». لأننا ندفن رؤوسنا كالنعام في الرمال. وعلى الرغم من أن الثغرة نقطة سوداء لكن الجيش المصري تعامل معها بكل ما امتلكه من إمكانات. ففي عملية «التطوير» لا يمكن التطوير بالقوات الأمامية لأن أيا من الفرق التي ستتحرك كان سيتم ضربها على الفور. وبالتالي فإن التطوير سيكون من الاحتياطي وكذلك فإن لجوء إسرائيل إلى الثغرة هو مجرد «عمل دعائي » لرفع معنويات جيشها وشعبها المنهارة نتيجة للانتصارات التي حققناها في الأيام الأولى للحرب.
كما يقول آخرون أن الثغرة موضوع شائك وحساس لكثير من المصريين وهو أيضاً موضوع غامض ويتناوله الإسرائيليين كأنه نصر لهم وعملية ناجحة وتناوله السادات بأنه عملية تلفزيونية دعائية

## مواضيع متعلقة
- حرب أكتوبر